# 山陰柴犬
山陰柴犬（さんいんしばいぬ）は、山陰地方原産の日本犬の一種。

## 概要
古くから山陰地方に根付き、この地に特化して育まれてきた柴犬の一種である。山陰柴犬は、地域固有の地犬（じいぬ）と呼ばれる小型の日本犬の一種で、温和で従順な性格と、引き締まった体が特徴である。明治以降の洋犬との交雑や戦時中の混乱などで終戦時には約20匹まで激減したが、鳥取の名士・尾崎益三（当時の日本犬保存会審査員）の尽力により保存活動が続けられた。
日本には開国を皮切りに洋犬が入ってきて、鳥取県も例外ではなく1891年（昭和24年）頃に県の役人が連れてきた。洋犬との交雑や日本犬同士の交配により純血や地方の特色が失われていった。これに危機感を覚えた尾崎益三は故郷鳥取の地犬の調査と保存を始めた。
尾崎の調査によれば因幡東部や南部では混血犬としか見られなかったが、中部では良質な犬が見受けられ大切に飼育されていた。中には血統に注意を払った犬もいて、日本犬保存会の標準体型に近い犬もいた。これが鳥取県東部の八頭地方で猟犬として活躍していた因幡犬である。この中に第四回日本犬保存会本部展で小型牡一席となって推奨犬となった『力号』がおり、尾崎は特に力号を気に入っていた。山陰柴犬の耳の形はこの力号から受け継がれたものと考えられている。
因幡犬と島根県西部で荷引きに使われた石州犬を飼育していた尾崎は次第に両方の長所を生かしたいと考えるようになった。そこで因幡犬の形態改良や悍威高いものとするために、石州犬の血を加えたことで山陰柴犬が誕生した。現在の山陰柴犬の基礎犬となったのは、昭和22年に生まれた雄の太刀号である。その後、昭和20年代、昭和30年代と二度にわたるジステンパーの流行で優秀犬を多数失う不運などもあり、系統の存続が危ぶまれた時代もあったが、少数の愛好家による地道な保存活動が続けられた。
平成16年には尾崎の孫らが中心となり山陰柴犬育成会（鳥取県湯梨浜町）が結成され、犬種保存・再興の計画を立てて組織的に保護・繁殖・周知の活動を行った。これらの継続的な取り組みが功を奏し、2020年には約450匹にまで回復し、近年は飼育を希望する人が増え、繁殖が追いつかないほどの人気になっている。今日も山陰柴犬育成会が中心となり、血統・スタンダード（犬種基準）の管理や品評、仔犬の譲渡など、犬種の保存に欠かせない作業を行っている。なお、仔犬の譲渡の条件は川上犬と同じく厳しいものである。

## 特徴
山陰柴犬の体高は、オス40センチメートル、メス37センチメートルで、顔つきは古武士のようなどと称されるが、いわゆる狐顔である。耳は小さめで位置も通常の柴犬とは違い、頭の上部について前方を向いている。一般の柴犬に比べて脚は長めで、少し痩せ型である。尾は差尾、鎌尾または巻尾。コートはスムースコートで、毛色については固定の段階で赤以外の毛色を排除したため、赤のみである。しかし赤のバリエーションは大きく、ほとんど白と言って良い個体（淡赤）から黒の混じった赤まで存在する。
小型犬サイズで、性格は主人に忠実かつ従順で落ち着きがあり、忍耐強い。運動量は多めで、病的抵抗力は通常の柴犬よりも高いといわれている。かかりやすい病気は特にない。晩成型で、高齢になっても外見上の変化が少ない。なお、一度に生まれる一腹子の数が2-3頭と少なく、発情間隔も通常より長い。この点もなかなか頭数が増加しない原因のひとつになっているが、比較的安産である。